# Championnats du monde de triathlon cross 2018
Navigation
Édition précédente Édition suivante
Les championnats du monde de triathlon cross 2018, organisé par la  Fédération internationale de triathlon (ITU) depuis 2011, se déroulent le 10 juillet 2018 à Fyn au Danemark. Les triathlètes élites se sont affrontés lors d'une épreuve sur distance M, comprenant 1 000 mètres de natation, 30 km de vélo tout terrain (VTT) et 10 km de course à pied hors route.  Ils sont organisés dans le cadre du Multisport World Championship Festival qui réunit plusieurs championnats mondiaux de sports gérés par l'ITU. La rencontre internationale propose  également lors de ses journées consacrées aux pratiques enchainées, des compétitions pour les catégories junior, U23 (espoir), classe d'âge (amateur).

## Résumé
L'Espagnol Rubén Ruzafa remporte le quatrième titre de sa carrière dans cette spécialité. Sortie de l'eau avec quarante secondes de retard sur la tête de course emmené par le Neo-Zélandais Sam Osborn et le Français Brice Daubord, l'Espagnol refait son retard en maitrisant la partie vélo tout terrain et arrive à la seconde transition avec deux minutes d'avance sur ses poursuivants. Contrôlant la course à pied, il franchit la ligne d'arrivée en vainqueur et inscrit un nouveau titre mondial à son palmarès. Le podium est complété par Sam Osborn et Brice Daubord. Pour les féminines, retour gagnant également pour la Britannique Lesley Paterson qui remporte un second titre, cinq ans après sa première victoire sur ce championnat du monde. Elle remporte la victoire en maitrisant la partie course à pied où elle prend le contrôle devant sa compatriote Nicole Walters et l’Italienne Eleonora Peroncini.

## Palmarès

### Élites
Les tableaux présentent les « Top 10 » et les podiums U23 pour les hommes et femmes des championnats du monde.
| Position           | Triathlète        | Pays             | Temps           |
| ------------------ | ----------------- | ---------------- | --------------- |
| Médaille d'or      | Rubén Ruzafa      | Espagne          | 2 h 6 min 4 s   |
| Médaille d'argent  | Sam Osborne       | Nouvelle-Zélande | 2 h 7 min 51 s  |
| Médaille de bronze | Brice Daubord     | France           | 2 h 8 min 39 s  |
| 4                  | Bradley Weiss     | Afrique du Sud   | 2 h 8 min 42 s  |
| 5                  | Arthur Forissier  | France           | 2 h 9 min 26 s  |
| 6                  | Francisco Serrano | Mexique          | 2 h 9 min 47 s  |
| 7                  | Marcello Ugazio   | Italie           | 2 h 10 min 21 s |
| 8                  | Ben Allen         | Australie        | 2 h 11 min 37 s |
| 9                  | Maxim Chané       | France           | 2 h 13 min 18 s |
| 10                 | Théo Dupras       | France           | 2 h 13 min 25 s |

| Position           | Triathlète               | Pays             | Temps           |
| ------------------ | ------------------------ | ---------------- | --------------- |
| Médaille d'or      | Lesley Paterson          | Royaume-Uni      | 2 h 27 min 10 s |
| Médaille d'argent  | Nicole Walters           | Royaume-Uni      | 2 h 29 min 41 s |
| Médaille de bronze | Eleonora Peroncini       | Italie           | 2 h 29 min 57 s |
| 4                  | Morgane Riou             | France           | 2 h 31 min 13 s |
| 5                  | Samantha Kingsford       | Nouvelle-Zélande | 2 h 31 min 24 s |
| 6                  | Carina Wasle             | Autriche         | 2 h 34 min 25 s |
| 7                  | Penny Slater             | Australie        | 2 h 35 min 5 s  |
| 8                  | Nicoline Rahbek Sørensen | Danemark         | 2 h 37 min 17 s |
| 9                  | Daria Rogozina           | Russie           | 2 h 39 min 3 s  |
| 10                 | Ladina Buss              | Suisse           | 2 h 39 min 45 s |

### U23 (espoirs)
| Rang               | Athlète          | Pays           | Temps           |
| ------------------ | ---------------- | -------------- | --------------- |
| Médaille d'or      | Marcello Ugazio  | Italie         | 2 h 10 min 21 s |
| Médaille d'argent  | Maxim Chané      | France         | 2 h 13 min 18 s |
| Médaille de bronze | Michael Ferreira | Afrique du Sud | 2 h 15 min 1 s  |

| Rang               | Athlète         | Pays           | Temps           |
| ------------------ | --------------- | -------------- | --------------- |
| Médaille d'or      | Penny Slater    | Australie      | 2 h 35 min 5 s  |
| Médaille d'argent  | Daria Rogozina  | Russie         | 2 h 39 min 3 s  |
| Médaille de bronze | Mikaela Jonsson | Afrique du Sud | 2 h 48 min 26 s |